# Bykle
Bykle – norweskie miasto i gmina w regionie Agder.
Bykle jest 56. norweską gminą pod względem powierzchni.

## Demografia
Według danych z roku 2005 gminę zamieszkuje 857 osób. Gęstość zaludnienia wynosi 0,59 os./km². Pod względem zaludnienia Bykle zajmuje 419. miejsce wśród norweskich gmin.
| ludność stan na 1 stycznia 2005 |         |           |       |
|                                 | kobiety | mężczyźni | razem |
| osób                            | 432     | 425       | 857   |
| %                               | 50,41%  | 49,59%    | 100%  |

| wykształcenie stan na 1 października 2004 |            |         |        |          |
|                                           | podstawowe | średnie | wyższe | nieznane |
| osób                                      | 125        | 372     | 140    | 32       |
| %                                         | 18,68%     | 55,61%  | 20,93% | 4,78%    |

## Edukacja
Według danych z 1 października 2004:
- liczba szkół podstawowych (norw. grunnskolar): 2
- liczba uczniów szkół podst.: 129

## Władze gminy
Według danych na rok 2011 administratorem gminy (norw. rådmann) jest Tallak Hoslemo, natomiast burmistrzem (norw. ordfører, d. borgermester) Kay Arne Jeiskelid.